# Abdallah Nahly
Abdallah Nahly (* 24. Oktober 1940) ist ein ehemaliger marokkanischer Radrennfahrer.

## Sportliche Laufbahn
Nahly gewann 1969 zwei Etappen der Marokko-Rundfahrt. 1972 gewann er als erster Fahrer aus Marokko eine Etappe der Internationalen Friedensfahrt. Auf der Aschenbahn des Stadions von Krakau schlug er Stanisław Labocha im Sprint.
Die Internationalen Friedensfahrt bestritt er 1967, wobei er ausschied und 1972, als 52. des Endklassements wurde.